# Sukhothai

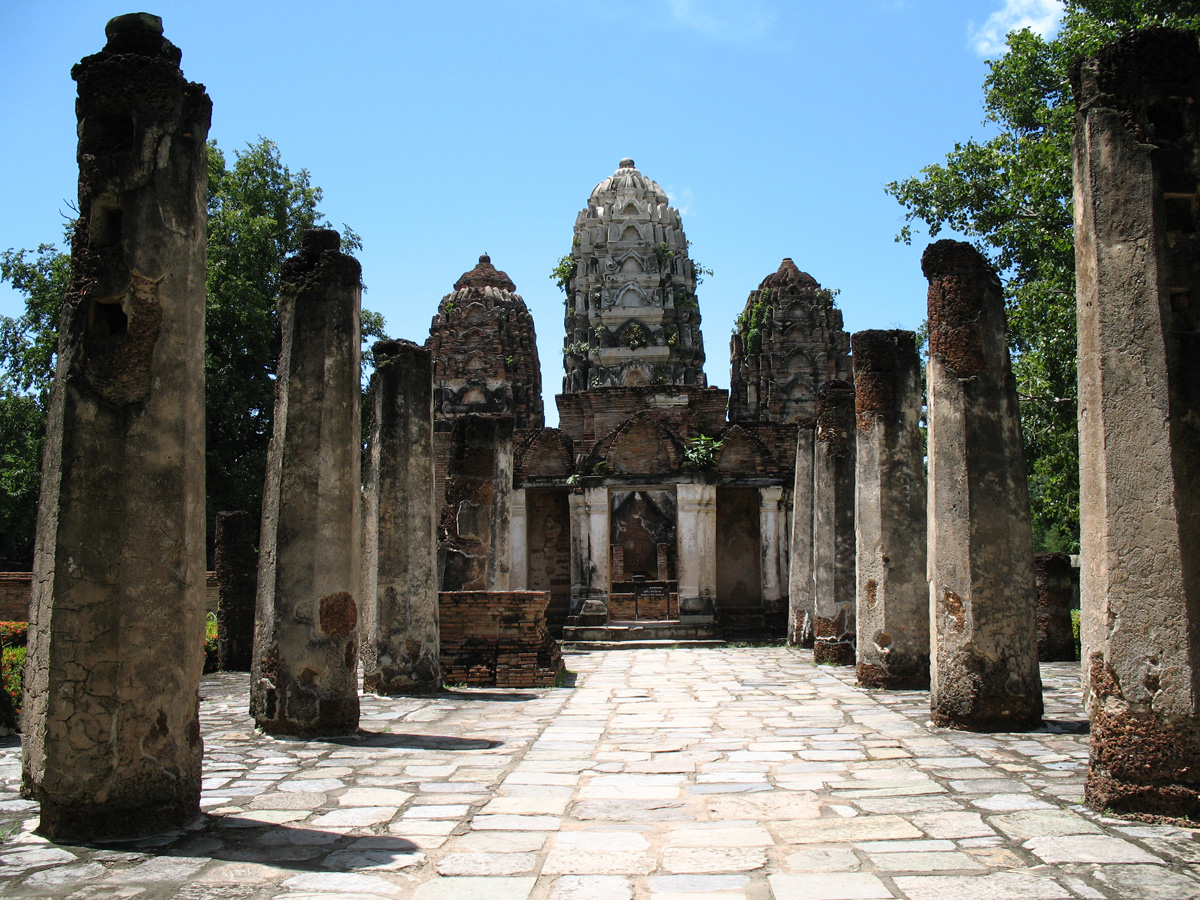
Ruiner från Sukhothai

Sukhothai สุโขทัย var ett rike i Sydostasien som hade sin storhetsperiod under 1200-talet. Khmerrikets tillbakagång ledde till framväxten av flera småstater i det område som omfattar dagens Thailand. Ofta bestod staterna av inte mycket mer än en stad och dess närmaste omgivning.
En av de mäktigare thai-prinsarna var Pho Khun Pha Müang พ่อขุนผาเมือง som styrde ett furstendöme som kan ha varit beläget vid Uttaradit. Antagligen betalade han tribut och hade svurit lojalitet till kungen av Angkor. Någon gång vid mitten av 1200-talet samlade Pha Müang flera thailedare och erövrade Sukhothai från Khmerriket. Där grundande han ett rike med Sukhothai som huvudstad.
Hotet mot Sukhothai kom inte i första hand från Angkor utan från närliggande thaistater. Under en strid med en av dessa, då trupper från Sukhothai flydde under oordning, lyckades Rama, en av Pha Müangs söner, vända striden och besegra fiendens befälhavare. Han fick därefter namnet Ramkhamhaeng, Rama den modige.
När han efterträdde sin äldre bror 1279 tog han över ett rike som var litet, men förutsättningarna var goda för expansion. De tidigare regionala stormakterna, Pagan i väster och Khmerriket i öster, hade passerat sin zenit och var på nedåtgående. Ramkhamhaeng hade goda kontakter med andra thairiken och hade ett gott rykte för sitt mod.

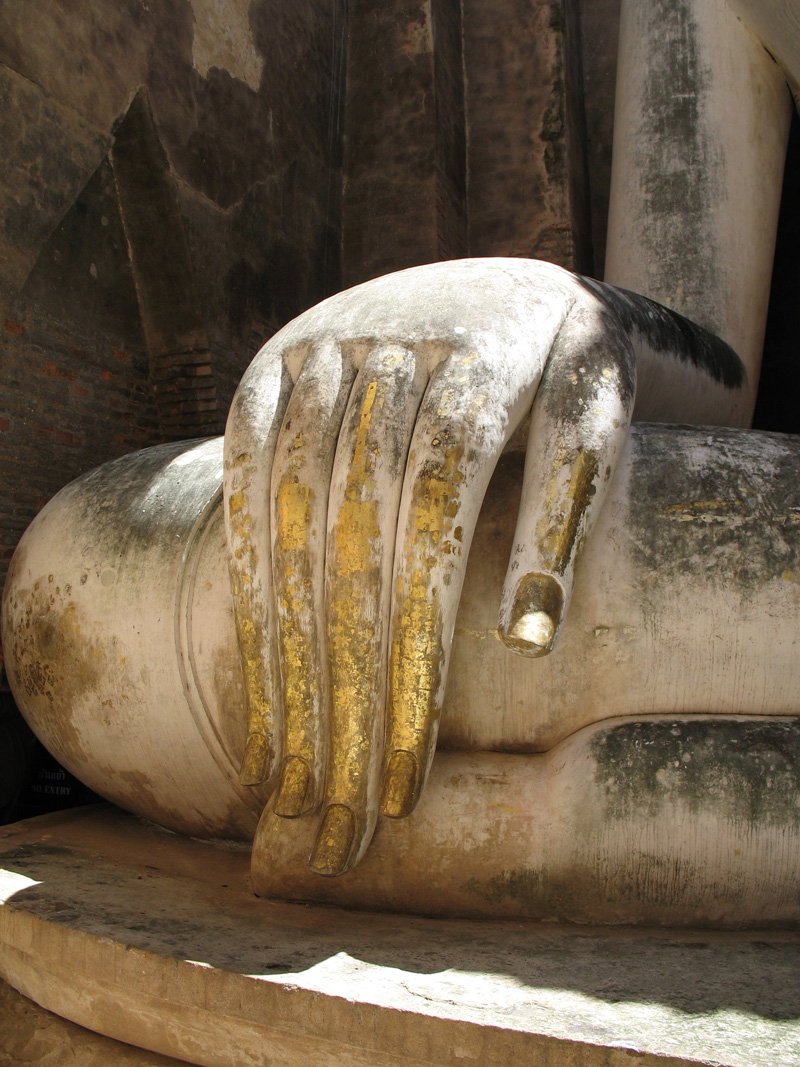
Del av Buddhastaty från Sukhothaiperioden

Expansionen kom att ske åt alla håll och Sukhothai omfattade till slut ett område som till stor del sammanfaller med dagens Thailand. Erövringarna skedde oftast inte militärt, utan ledaren för ett område svor lojalitet mot Ramkhamhaeng. Det nya området kunde i sin tur ha områden svurna till sig, vilket ytterligare spridde Sukhothais makt.
När Ramkhamhaeng dog 1298 innebar det ett snabbt slut på rikets storhetstid. Vasallriken, först Uttaradit i norr, därefter de laoitska Luang Prabang och Vientiane, gjorde sig självständiga. 1319 bröt sig Mon-staterna i väster loss, och 1321 erövrade Lanna Tak, ett av de områden som hade tillhört Sukhothai längst. I söder bröt Suphanburi sig loss. Under tiden växte Ayutthaya, som 1378 erövrade det som var kvar.